# Бета Живописця b
Бета Живописця b (β Pic b) — екзопланета на орбіті відносно молодого осколокового диска зорі А-типу головної послідовності β Живописця, яка знаходиться на відстані приблизно 63 світлових років (19.4 парсеків, чи близько 5.986214×1014 км) від Землі в сузір'ї Живописця. Планета має масу близько 7 мас Юпітера та радіус близько 65% більше, ніж у Юпітера. Вона обертається на 9 а.о. від материнської зорі (приблизно на площині залишкового диска навколо зірки) з малим ексцентриситетом і періодом 20-21 земних років. На даний момент є єдиною відомою планетою у системі β Живописця.

## Характеристики

### Маса, радіус і температура
β Живописця b — супер-Юпітера, екзопланета, яка має радіус і масу більше, ніж у планети Юпітер. Температура планети дорівнює 1,600 К (1,330 °C; 2,420 °F), ймовірно, через свою масу і запиленність атмосфери (зазвичай подібні планети значно холодніші). Її маса близько 7 MJ, а радіус 1,65 RJ.

### Материнська зоря
Планета обертається навколо зірки А-типу за назвою (β) Бета Живописця. Зоря має масу 1.75 М☉ і радіусом 1,8 R☉. Температура поверхні зорі дорівнює 8056 К, а вік 12 мільйонів років. Для порівняння, вік Сонця приблизно 4,6 млрд. років і його температура 5778 К. β Живописця також трохи багата на метали, з металічністю ([Fe/Н) яка становить 0,06, або на 112% від сонячної. Світність зорі у 8,7 разів більше за сонячну.
Видима зоряна величина даної зірки становить 3. Тому її можна побачити неозброєним оком.

### Орбіта планети
β Живописця b оббігає свою материнську зорю за кожні 21 земних років на відстані 9.2 а.о. (приблизно відстань Сатурна від нашого світила, що дорівнює біля 9.55 а.о.). Планета отримує 11% від всієї кількості сонячного світла своєї зірки, що є приблизно як у Землі від Сонця.

## Спостереження за періодом обертання

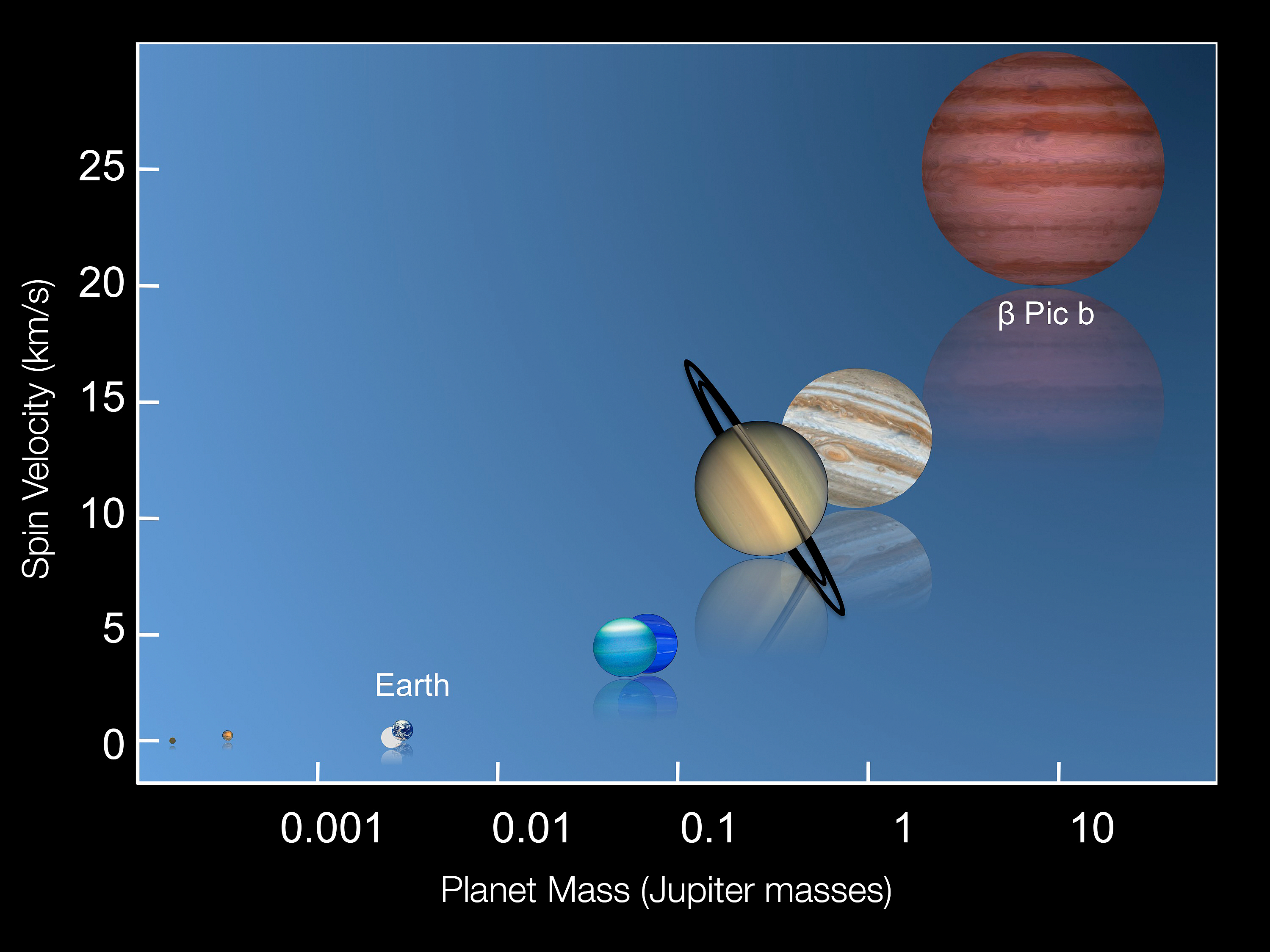
Порівняння орбітальних швидкостей і мас планет Сонячній системі і β Живописця b. (ESO/I. Snellen (Leiden University))

У 2014 році період власного обертання β Живописця b було розраховано за допомогою на розширення свого окису вуглецю ІЧ-лінії поглинання. Це робить його, станом на 2015 рік, першою єкзопланетою чий пері
Доба на планеті триває 8.1 години, це найшвидший обіг навколо своєї осі серед усіх відомих планет. Цей період обертання швидший, ніж у Юпітера, у якого він дорвінює близько 10 годинам.
У 2015 році, було заснято коротке відео із прямих зображень β Живописця b зроблених за допомогою Gemini Planet Imager протягом близько двох років, показуючи покадрово планету на орбіті навколо своєї батьківської зірки.

## Відкриття та спостереження

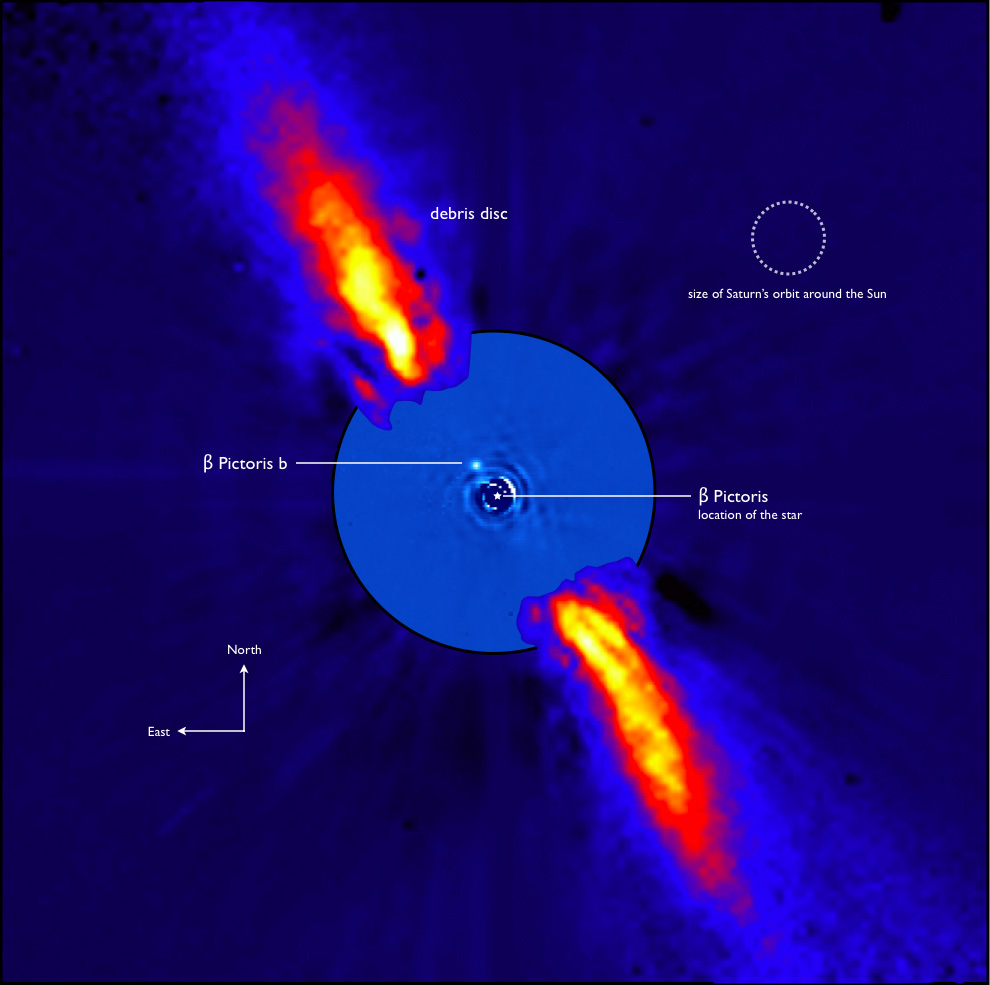
Анотоване зображення системи β Живописця

Планета буда відкрита 18 листопада 2008 року Лаґранджем та іншома, використовуючи інструмент NACO Дуже Великого Телескопа у Серро Паранал в північній частині Чилі. Ця планета була відкрита методом прямого спостереження, порівнюючі різні зображення β Живописця. Зображення було отримано ще у 2003-ом, але не було виявлено ніяких планет при першої обробки данів. Повторне відновлення даних у 2008 році з використанням сучасних засобів обробки зображень показало слабке точкове джерело, яке тепер відоме як планета β Живописця b.

### Подальші дослідження
Подальші спостереження були проведені в кінці 2009 і на початку 2010 років, використовуючи той же інструмент, який поновив і підтвердив планети, але вже на протилежному боці зірки. Ці результати були опубліковані в журналі Science і представляють найретельнішу з коли-небудь описаних орбіт планет навколо совєї зірки. Спостереження, проведені в кінці 2010 року і на початку 2011 дозволили вченим встановити кут нахилу орбіти планети в 88,5 градусів. Було встановлено, що розташування планети становить приблизно від 3,5 до 4 градусів нахилена від основного диска в цій системі, що сідчить на те, що планета була приєднана до внутрішнього диску системи β Живописця.
Перше спектральне дослідження розподілу енергії планети була опублікована у липні 2013 року. Воно показує виявлення в 1.265, 1.66, 2.18, 3.80, 4.05 та 4.78 µm, демонструючи, що планета має дуже запилену та/чи хмарну атмосферу. SED погоджується з тим, що β Живописця b є раннім L-карликом, але з більш низькою поверхневою гравітацією. Ефективна температура поверхні коливається в межах 1700±100 К, а гравітація становить 4.0±0,5 g. Друге дослідження, опубліковане у вересні 2013 року, дало нові виявлення на 3,1 мкм, отримані в обсерваторії Gemini разом з реаналізом попередніх даних. Вони виявили, що планета має більшу світність в смузі 3,1 мкм середньої інфрачервоної області в порівнянні з моделями ранніх коричневих карликів. Об'єкти, які мають дрібні частинки пилу і густі хмари, якнайкраще підходять для SED. Тепер відомо, що ефективна температура поверхні β Живописця b становить 1600±50 К, а гравітація — 3.8±0.02 g. Також радіус планети в 1,65 разів більший за Юпітера, й стверджується, що β Живописця b відносно молодший за свою материнську зірку (яка закінчила формування 5 млр. років тому).